# Де Чикко, Аттилио
Атти́лио Де Чи́кко (итал. Attilio De Cicco; 20 июня 1894, Сан-Северо, провинция Фоджа —  27 ноября 1957, Рим) — итальянский адвокат, политик и дипломат.

## Биография
Родился 20 июня 1894 года в коммуне Сан-Северо, провинция Фоджа. Получил юридическое образование, после чего работал адвокатом. К 1920-м годам проникся идеями фашизма и создал первую фасцию и первую фашистскую парамилитарную группу в Фодже. После прихода к власти Бенито Муссолини сделал политическую карьеру: 1823 по 1829 годы избирался в Палаты депутатов, затем находился на дипломатической работе, в частности был консулом Итальянского королевства в Бейруте. После падения фашистского режима занимал должность советника в Итальянском совете внешней торговли. В то же время имел проблемы в личной жизни — расстался с женой и не общался с двумя своими взрослыми сыновьями. 27 ноября 1957 года покончил жизнь самоубийством, написал в предсмертной записке, что «устал от бессмысленной жизни».